# Haploskop

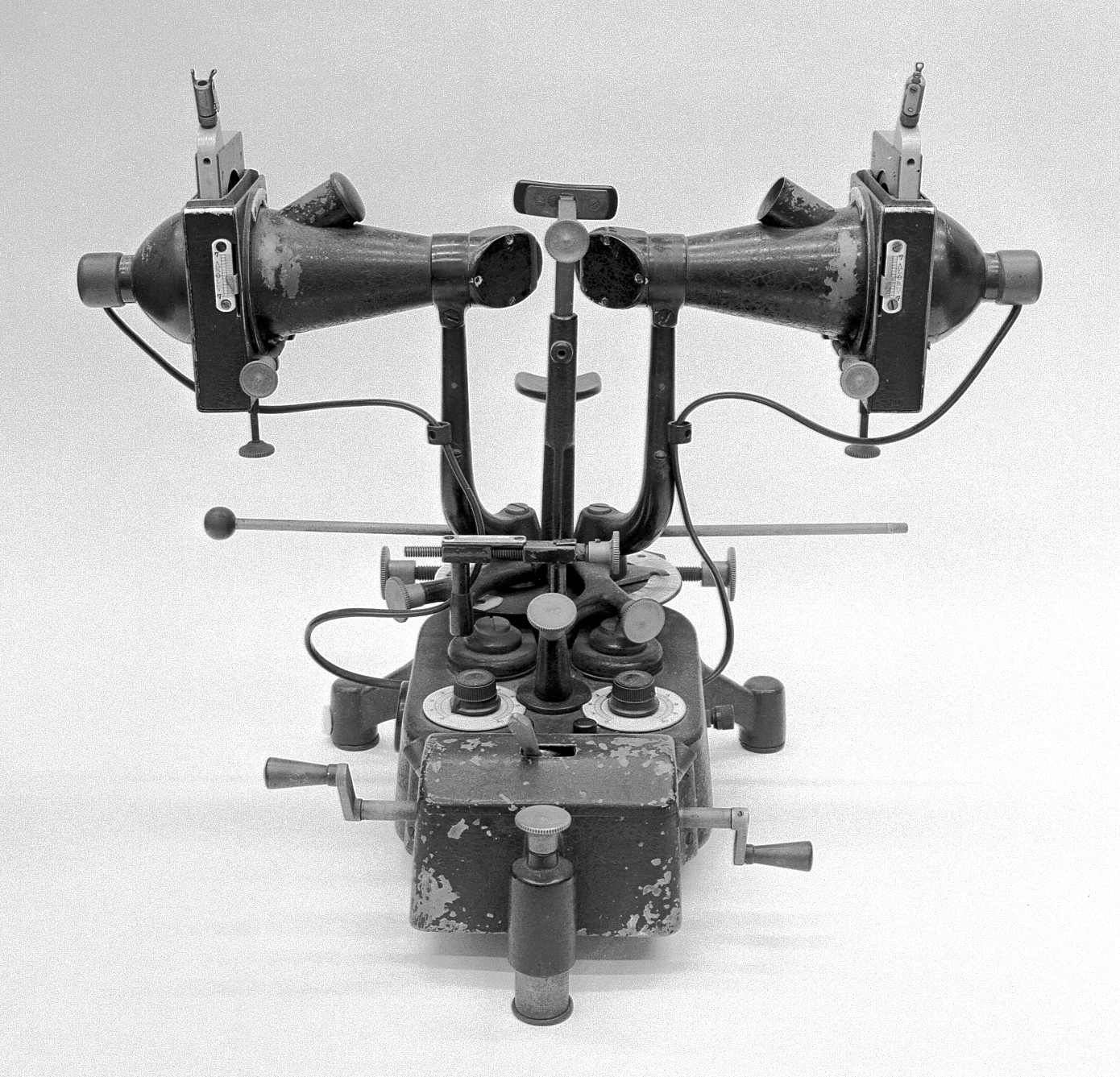
Synoptophor (nach Cüppers) aus den späten 1960er Jahren

Ein Haploskop (haplóos, ἁπλόος, griech.: "allein, einfach") ist ein optisches Untersuchungsgerät, das vorwiegend in der Strabologie, einem Spezialbereich der Augenheilkunde, zu diagnostischen und therapeutischen Zwecken eingesetzt wird. Mit ihm kann jedem Auge getrennt und für sich ein eigenes Prüfbild dargeboten werden, von denen es zahlreiche und sehr verschiedene Exemplare gibt. Die Bildtrennung erfolgt hierbei auf unterschiedliche und Geräte abhängige Weise durch Farbfilter, Blenden, Prismen, Spiegel, Polarisationsfilter oder durch eine sehr rasche, alternierende Bildfolge. Die Untersuchungsgeräte dienen der Erstellung von umfangreichen Motilitätsanalysen und der Bestimmung von Schielwinkeln in unterschiedlichsten Blickrichtungen, monokularen Exkursionsstrecken, binokularen Blickfeldern, Binokularfunktionen (Simultansehen, Fusionsbreite und Stereopsis), Fusionsblickfeld und Korrespondenzverhältnissen. Weiterhin können sie zu orthoptischen und pleoptischen Schulungsbehandlungen verwendet werden, bspw. unter Verwendung von Nachbildschablonen oder eines eingebauten drehbaren Polarisationsfilters zur Erzeugung des Haidinger-Büschels.
Haploskope unterscheiden sich in Form, Größe, Funktionsumfang sowie technischer und optischer Umsetzung der Bildtrennungsverfahren. Zu den verbreitetsten Geräten gehören das Synoptometer, das Synoptophor (nach Cüppers), das Phasendifferenzhaploskop und das Polarisationshaploskop.